# Церковь Рождества Пресвятой Богородицы (Тураево)
Храм Рождества Пресвятой Богородицы в Тураеве — старообрядческий православный храм в городе Лыткарино Московской области. Относится к Московской епархии Русской православной старообрядческой церкви.

## История
Церковь принадлежит общине старообрядцев Белокриницкого согласия, которая была образована около 350 лет назад.

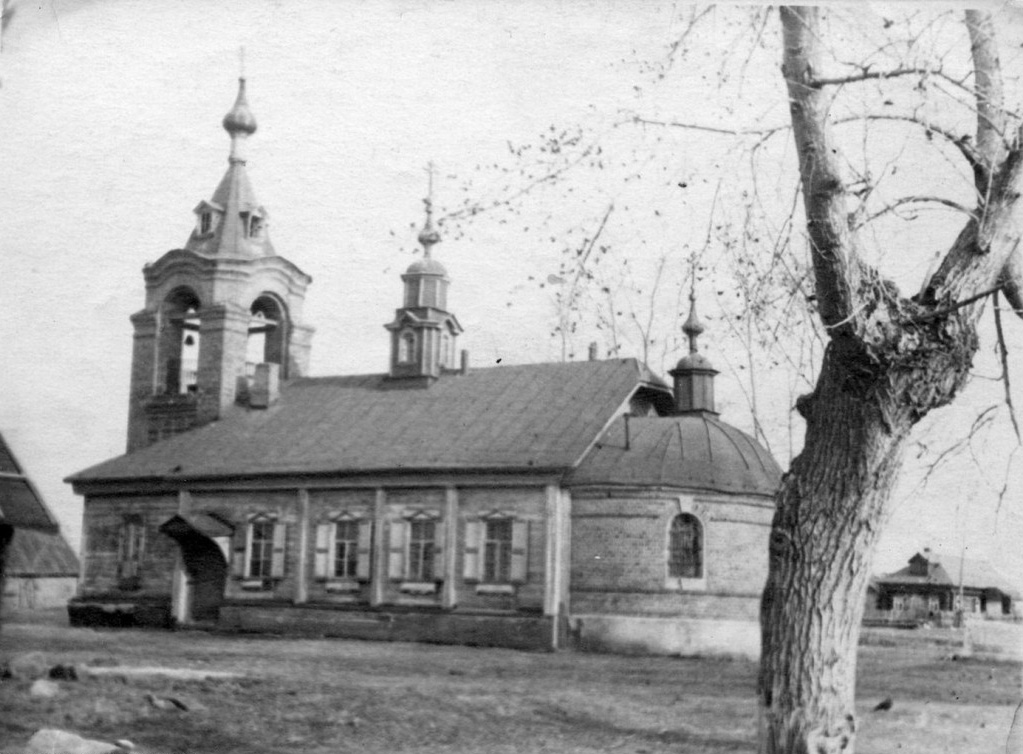
Храм в Тураеве в начале XX века

Нынешнее здание храма первоначально было построено в 1820 году в качестве часовни. В 1870 году часовня сгорела, и на её месте была отстроена молельня. В 1905—1907 годах она была превращена в церковь путём пристройки каменного алтаря и колокольни на средства жителей деревни Тураево (ныне находится в южной части города Лыткарино). Это стало возможным после выхода указа 1905 года о веротерпимости на основании разрешения московского губернатора. Автор проекта храма — Иван Кондратенко. 28 июля 1908 года храм был освящён архиепископом Московским Иоанном (Картушиным).
Здание церкви представляет собой прямоугольное строение «восьмерик на четверике» на каменном цоколе, увенчанное деревянным двухъярусным барабаном, с полусферической главой. С восточной стороны имеется полукруглая кирпичная апсида, с западной — двухъярусная шатровая колокольня, выполненная из кирпича.
В конце 1970-х годов деревня была ликвидирована, но несмотря на это здание церкви и община продолжили своё существование. В настоящее время общине принадлежит участок земли площадью 3245 м², на котором располагается здание храма, а также территория кладбища, находившегося ранее на восточной окраине деревни. На кладбище сохранился некрополь из старых монолитных надгробий, большей частью поваленных на землю уже в советское время. По настоящее время близ алтаря сохранилась надгробная плита, под которой покоится тело первого настоятеля церкви — отца Димитрия Языкова.
Церковь Рождества Пресвятой Богородицы не закрывалась даже в годы безбожной советской власти и сохранила полностью своё внутреннее убранство конца XIX — начала XX веков. В храме сохранился резной трёхъярусный иконостас конца XIX — начала XX веков, подсвечники и паникадила, настенные киоты и пристенные скамьи, украшенные накладным прорезным орнаментом. В 2017 году митрополитом Корнилием храм был переосвящён после реставрации. В феврале 2020 года на колокольню был установлен главный колокол весом 700 кг.
28 октября 2018 года при старообрядческой церкви Рождества Богородицы в Тураеве был открыт музей истории староверов.
Здание церкви с 2002 года является памятником градостроительства и архитектуры. В 2012 году объектом культурного наследия признано также Тураевское старообрядческое кладбище.